# 순도 (물질)
순도(fineness)는 귀금속 물품(동전, 금괴, 장신구 등)의 전체 무게 중 순금속의 무게를 나타내며, 이는 합금 비금속 및 모든 불순물을 포함하는 무게에 비례한다. 합금 금속은 동전과 장신구의 굳기와 내구성을 높이고, 색상을 변경하며, 무게당 비용을 줄이거나, 고순도 정제의 비용을 피하기 위해 첨가된다. 예를 들어, 구리는 은 귀금속에 첨가되어 동전, 가정용품, 장신구에 사용되는 더 내구성 있는 합금을 만든다. 과거에 은화를 만드는 데 사용되었던 코인 실버는 질량 기준으로 90%의 은과 10%의 구리를 함유한다. 스털링 실버는 질량 기준으로 92.5%의 은과 7.5%의 다른 금속(일반적으로 구리)을 함유한다.
순도를 표현하는 다양한 방법이 사용되어 왔으며, 현재 두 가지가 일반적으로 사용된다. 하나는 천분율 단위로 표현되는 밀레시마 순도이고, 다른 하나는 캐럿 또는 캐럿으로 금에만 사용된다. 캐럿은 24분의 1을 측정하므로, 18캐럿은 18⁄24 = 75% 금이고 24캐럿 금은 100% 금으로 간주된다.

## 밀레시마 순도
밀레시마 순도는 백금, 금, 은 합금의 순도를 합금 내 순수 금속의 천분율로 나타내는 시스템이다. 예를 들어, 75% 금을 함유한 합금은 "750"으로 표기된다. 많은 유럽 국가에서는 영국과 미국에서 사용되는 "14k", "18k" 등 대신 소수점 홀마크 스탬프(예: "585", "750" 등)를 사용한다.
이는 24분의 1로 금의 순도를 나타내는 기존 캐럿 시스템의 확장으로, 예를 들어 질량 기준으로 75%(24분의 18) 순금을 함유한 합금을 "18캐럿"으로 나타낸다.
밀레시마 순도는 일반적으로 세 자리 숫자로 반올림되며, 특히 홀마크로 사용될 때 그러하다. 순도는 전통적인 순도 버전과 약간 다를 수 있다.
다음은 귀금속에 사용되는 가장 일반적인 밀레시마 순도와 그와 관련된 가장 일반적인 용어들이다.

### 백금
- 999.95: 대부분의 딜러가 100% 순금으로 구매하는 것; 백금 지금형 주화 및 금괴의 가장 일반적인 순도
- 999—3 나인 순금
- 950: 백금 장신구의 가장 일반적인 순도
- 900—1 나인 순금
- 850
- 750

### 금

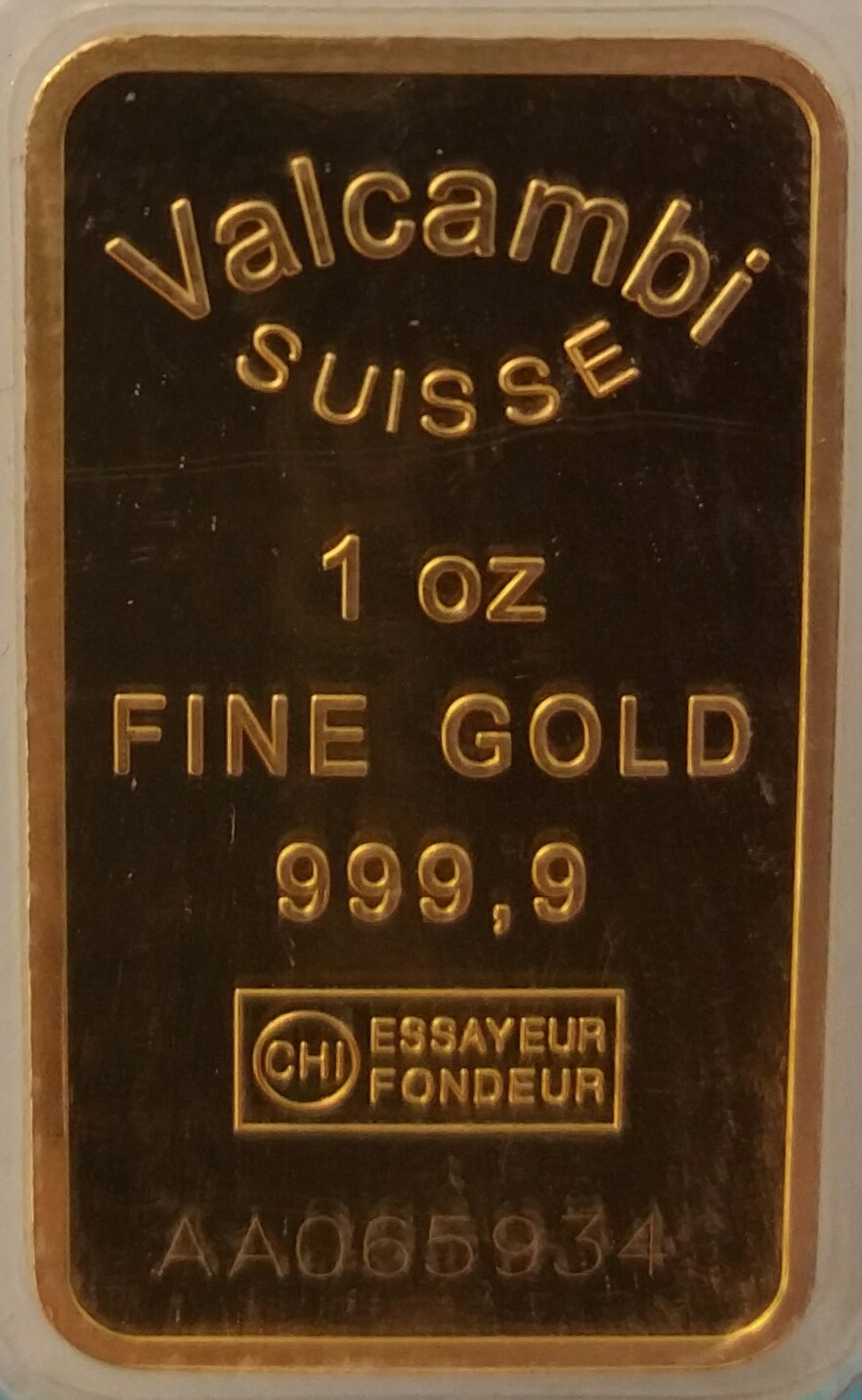
4 나인 순금(999.9) 트로이 온스 1개

- 999.999—6 나인 순금: 지금까지 생산된 가장 순수한 금. 1957년 퍼스 조폐국에서 정제.[3][4]
- 999.99—5 나인 순금: 현재 생산되는 가장 순수한 금 유형; 로열 캐나다 조폐국은 세계에서 가장 큰 100kg을 포함하여 이 순도의 기념 주화를 정기적으로 생산.[5]
- 999.9—4 나인 순금: 가장 일반적. 예: 일반 캐네디언 골드 메이플 리프 및 아메리칸 버팔로 (주화) 주화.
- 999—24 캐럿, 또는 3 나인 순금으로도 알려짐: 예: 판다 금화.
- 995: 굿 딜리버리 금괴에 허용되는 최소 순도.
- 990—2 나인 순금
- 986—두카트 순도: 이전에 베네치아 및 신성 로마 제국 조폐국에서 사용; 오스트리아 및 헝가리에서 여전히 사용.
- 958.3—23 캐럿
- 916—22 캐럿: 크라운 골드. 역사적으로 가장 널리 사용된 금 지금형 주화 순도, 예를 들어 1795년부터 1833년까지의 가장 오래된 미국 이글 액면가 주화. 현재 영국 소브린, 남아프리카 크루거랜드, 그리고 현대(1986년-현재) 아메리칸 골드 이글에 사용.
- 900—1 나인 순금: 1837년부터 1933년까지의 아메리칸 이글 액면가 주화; 현재 라틴 통화 동맹 주화(예: 프랑스 및 스위스 "나폴레옹 주화" 20프랑)에 사용.
- 899—1834년부터 1836년까지 아메리칸 이글에 잠시 사용.
- 834—20 캐럿
- 750—18 캐럿: 스페인에서는 oro de primera ley (제1법 금).
- 625—15 캐럿
- 585—14 캐럿
- 583.3—14 캐럿: 스페인에서는 oro de segunda ley (제2법 금).
- 500—12 캐럿
- 417—10 캐럿: 2018년 8월 FTC 가이드 개정 이전 미국에서 합법적으로 제조된 가장 낮은 순수 금 캐럿(현재는 1캐럿이 합법).
- 375—9 캐럿: 호주, 캐나다, 뉴질랜드, 영국 등 일부 영연방 왕국에서 금의 최소 표준. 오스트리아, 아일랜드, 포르투갈, 프랑스에서도 최소 표준.
- 333—8 캐럿: 1884년 이후 독일에서 금의 최소 표준.[6] 덴마크, 그리스, 멕시코에서도 최소 표준.
- 1 캐럿: 2018년 8월 FTC 가이드 개정 이후 미국에서 금의 법적 최소 순도.

### 은

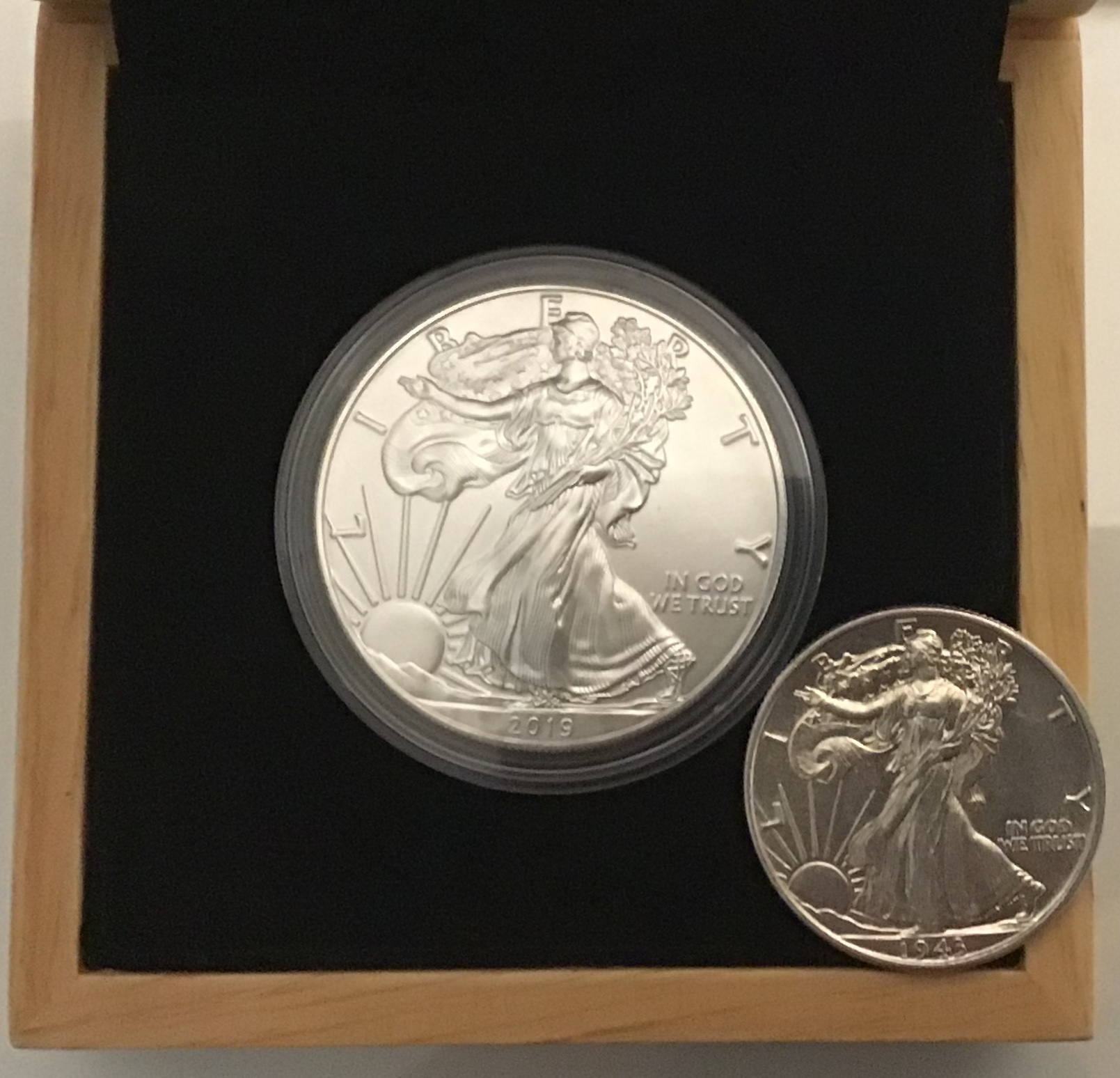
999 순도(3 나인 순은)의 2019년 아메리칸 실버 이글 지금형 주화와 900 순도(1 나인 순은)의 워킹 리버티 하프 달러; 후자의 합금은 종종 90% 은 또는 코인 실버라고도 불린다.

- 999.99—5 나인 순은: 지금까지 생산된 가장 순수한 은. 볼리비아의 로열 실버 컴퍼니에서 달성.[7]
- 999.9—4 나인 순은: 로열 캐나다 조폐국이 실버 메이플 리프 및 기타 은화에 사용하는 초순수 은.
- 999—순은 또는 3 나인 순은: 굿 딜리버리 지금형 주화 및 대부분의 현재 은 지금형 주화에 사용. 2019년부터 미국 은 기념주화 및 은 프루프 주화에 사용.[8]
- 980: 1930년~1945년경 멕시코에서 사용된 일반적인 표준
- 958: (23⁄24) 브리타니아 실버[9]
- 950: 프랑스 1차 표준
- 947.9: 91 졸로트니크 러시아 은
- 935: 1887년 이후 스위스 시계 케이스 표준으로, 영국 상품표시법 1887년을 준수하고 925 스털링과 동등한 등급을 충족하기 위함. 때로는 영국 스털링에 필요한 표준에 대한 스위스의 오해로 인해 발생했다고 주장됨. 일반적으로 세 개의 스위스 곰으로 표시됨.
- 935: 오스트리아와 독일의 아르데코 시대에 사용됨. 스칸디나비아 은 세공사들은 제2차 세계 대전 후 935 은을 사용함.
- 925: (37⁄40) 스털링 실버. 영국은 12세기 초부터 이 합금을 사용해 옴. 스페인 plata de primera ley(제1법 은)와 동일.
- 917: 영국령 인도 시대 인도의 은(루피) 주조에 사용된 표준이며, 브라질 제1공화국 일부 주화에도 사용.
- 916: 88 졸로트니크 러시아 은
- 900: 1 나인 순은, 코인 실버, 또는 90% 은: 예: 플로잉 헤어 및 1837년–1964년 미국 은화. 또한 1982년–2018년 미국 은 기념주화 및 은 프루프 주화에 사용.
- 892.4: 1792년 주화법에 정의된 미국 주화 1485⁄1664 순 "표준 은": 예: 드레이프드 버스트 및 캡트 버스트 미국 은화(1795년–1836년).
- 875: 84 졸로트니크는 러시아 은의 가장 일반적인 순도. 스위스 표준으로, 수출용 시계 케이스에 일반적으로 사용(또한 800 및 이후 935).
- 868: 83 1⁄3 졸로트니크. 1797년[10]에서 1885년[11] 사이의 제국 러시아 주화.
- 835: 1884년 이후 독일에서 주로 사용된 표준, 일부 네덜란드 은에도 사용; 라틴 통화 동맹 국가의 주화 주조에 사용.
- 833: (5⁄6) 특히 네덜란드, 스웨덴, 독일인들 사이에서 대륙 은의 일반적인 표준.
- 830: 오래된 스칸디나비아 은에서 사용된 일반적인 표준.
- 800: 1884년 이후 독일에서 은의 최소 표준; 프랑스 은의 2차 표준; 스페인 "plata de segunda ley"(제2법 은); 이집트 은; 1920년에서 1966/7년까지 캐나다 은 유통 주화[12] 1965년에서 1970년 사이 미국 하프 달러의 외부 클래딩에 사용되었으며, 1971년에서 1978년 사이 기념 주화 아이젠하워 달러에도 사용됨(코어는 20.9% 은).
- 750: 오래된 독일, 스위스 및 오스트리아-헝가리 은에서 발견되는 흔하지 않은 은 표준.
- 720: 데코플라타:[13] 많은 멕시코 및 네덜란드 은화가 이 표준을 사용하며, 포르투갈의 옛 식민지,[14] 일본,[15] 우루과이,[16] 에콰도르, 이집트, 모로코의 일부 주화에도 사용.
- 600: 전후 일본의 일부 주화 예시, 예를 들어 1957년–1966년 100엔 동전에 사용.
- 500: 1920년–1946년 영국 주화 제작 표준 및 1967년–1968년 캐나다 주화, 그리고 콜롬비아와 브라질의 일부 주화에 사용.
- 350: 1942년–1945년 주조된 미국 제퍼슨 "전쟁 니켈"에 사용된 표준.

## 캐럿
캐럿(영국식 철자, 기호 c 또는 Ct) 또는 캐럿(미국식 철자, 기호 k 또는 Kt)은 금 합금의 순도를 24분의 1 단위로 나타내는 분수 측정 단위이다. 캐럿 시스템은 미국 연방 법률에 의해 채택된 표준이다.

### 질량
C = 24 × (Mg / Mm)
여기서
C는 재료의 캐럿 등급,
Mg는 합금 내 순금의 질량,
Mm는 재료의 총 질량.
24캐럿 금은 순금(100% 순도를 달성하기는 매우 어렵지만, 24캐럿은 상업적으로 최소 99.95% 순도를 허용함), 18캐럿 금은 금 18부, 다른 금속 6부(금 75%를 함유한 합금 형성), 12캐럿 금은 금 12부(다른 금속 12부) 등으로 구성된다.
잉글랜드에서는 캐럿이 4 그레인으로 나뉘었고, 그레인은 4 쿼트로 나뉘었다. 예를 들어, 127⁄128 순도(즉, 99.2% 순도)의 금 합금은 23캐럿, 3그레인, 1쿼트 금으로 설명될 수 있었다.
캐럿 분수 시스템은 위에서 언급한 지금형에 사용되는 밀레시마 시스템으로 보완되거나 대체되는 추세이지만, 장신구는 일반적으로 여전히 캐럿 시스템을 사용한다.
순금 비율과 캐럿 간의 변환:
- 58.33–62.50% = 14 c (공인된 58.33%)
- 75.00–79.16% = 18 c (공인된 75.00%)
- 91.66–95.83% = 22 c (공인된 91.66%)
- 95.83–99.95% = 23 c (공인된 95.83%)
- 99.95–100% = 24 c (공인된 99.95%)

### 부피
그러나 이 계산 시스템은 합금에 포함된 순금의 질량만을 제공한다. 18캐럿 금이라는 용어는 합금의 질량이 금 75%와 기타 금속 25%로 구성됨을 의미한다. 24캐럿 미만의 금 합금에서 금의 부피는 사용된 합금에 따라 달라진다. 예를 들어, 표준 18캐럿 옐로 골드가 금 75%, 은 12.5%, 나머지 구리 12.5%(모두 질량 기준)로 구성됨을 알면, 금은 다른 사용된 금속보다 훨씬 밀도가 높으므로 이 합금의 순금 부피는 60%가 된다. 금은 19.32 g/cm3, 은은 10.49 g/cm3, 구리는 8.96 g/cm3이다.

### 어원

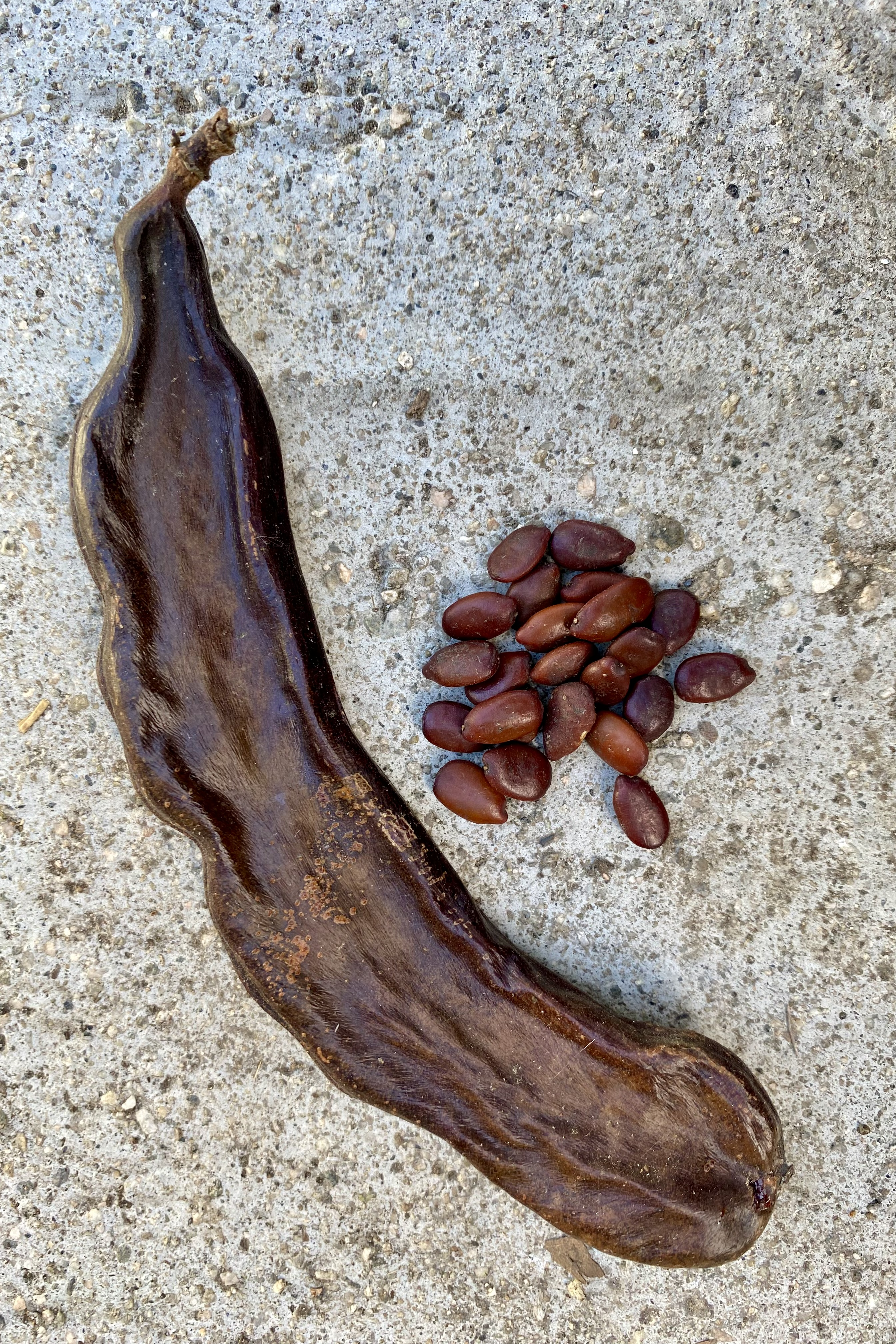
케럽 (Ceratonia siliqua) 꼬투리와 씨앗, 아랍어 qīrāṭ를 거쳐 그리스어 씨앗을 뜻하는 kerátion에서 캐럿의 유래

Karat은 Carat의 변형이다. 15세기 중반 영어에 처음 등장한 carat이라는 단어는 중세 프랑스어 carat에서 유래했으며, 이는 다시 이탈리아어 carato 또는 중세 라틴어 carratus에서 파생되었다. 이 단어들은 아랍어 qīrāṭ('케럽 나무의 열매' 또는 '5 그레인의 무게'를 의미하며, قيراط로 표기)에서 중세 유럽으로 차용되었고, 질량 단위였다. 비록 고전 시대에는 금을 측정하는 데 사용되지 않았을 가능성이 있다. 아랍어 용어는 궁극적으로 그리스어 kerátion(κεράτιον)('케럽 씨앗'을 의미하며, 문자적으로는 '작은 뿔')에서 유래했다(그리스어 κέρας – kéras, '뿔'의 지소사).
서기 309년, 로마 황제 콘스탄티누스 1세는 새로운 금화인 솔리두스를 주조하기 시작했다. 이 솔리두스는 1 로마 파운드(12 트로이 온스) 금의 1⁄72에 해당하며, 각 실리콰(또는 캐럿)가 1 파운드의 1⁄1728인 24 실리콰에 해당하는 질량이었다. 이것이 캐럿 값의 기원으로 여겨진다.

## 순도 확인
가짜 귀금속을 감지하는 많은 방법이 있지만, 표시된 금속의 순도가 합리적으로 정확한지 확인하는 데는 현실적으로 두 가지 옵션만 가능하다. 금속을 분석하는 것(파괴해야 함) 또는 엑스선 형광 (XRF)을 사용하는 것이다. XRF는 금속 조각의 가장 바깥쪽 부분만 측정하므로 두꺼운 도금에 의해 오도될 수 있다.
이는 부도덕한 정련업자가 바에 표시된 것보다 약간 덜 순수한 귀금속 바를 생산할 수 있으므로 문제가 된다. 매년 10억 달러 규모의 사업을 하는 정련업자가 .980 순도의 바를 .999 순도로 표시하면 약 2천만 달러의 추가 이익을 얻을 수 있다. 미국에서는 금 제품의 실제 순도가 표시된 순도보다 .003 미만이어야 하며(예: .999 순도로 표시된 금은 .996 순도), 은 제품의 실제 순도는 표시된 순도보다 .004 미만이어야 한다.

## 순중량
귀금속을 함유한 합금 금속 조각은 귀금속 성분의 무게를 "순중량"이라고도 할 수 있다. 예를 들어, 1 트로이 온스의 18캐럿 금(750‰ 금)은 0.75 트로이 온스의 순중량을 갖는다고 말할 수 있다.
대부분의 현대 정부 발행 지금형 주화는 순중량을 명시한다. 예를 들어, 아메리칸 골드 이글은 1온스 순금으로 각인되어 있으며 무게는 1.091 트로이 온스이다.

## 은 함량의 트로이 질량
영국에서 은의 순도는 전통적으로 합금 1 트로이 파운드(12 트로이 온스)당 은의 트로이 온스 및 페니웨이트(1⁄20 트로이 온스) 질량으로 표현되었다. 브리타니아 실버는 11 온스, 10 페니웨이트, 즉 약 {\displaystyle {\frac {(11+{\frac {10}{20}})}{12}}=95.833\%}의 은 순도를 가지며, 반면 스털링 실버는 11 온스, 2 페니웨이트, 즉 정확히 {\displaystyle {\frac {(11+{\frac {2}{20}})}{12}}=92.5\%}의 은 순도를 가진다.

## 같이 보기
- 유색 금
- 호박금
- 금 투자
- 금화
- 백금 주화
- 은 투자
- 은화
- 툼바가